# Perriers-sur-Andelle
Perriers-sur-Andelle – miejscowość i gmina we Francji, w regionie Normandia, w departamencie Eure.
Według danych na rok 1990 gminę zamieszkiwały 1723 osoby, a gęstość zaludnienia wynosiła 154 osoby/km² (wśród 1421 gmin Górnej Normandii Perriers-sur-Andelle plasuje się na 130 miejscu pod względem liczby ludności, natomiast pod względem powierzchni na miejscu 283).